# Čaporice
Čaporice falu Horvátországban Split-Dalmácia megyében. Közigazgatásilag Triljhez tartozik. 

## Fekvése
Splittől légvonalban 25, közúton 38 km-re északkeletre, Sinjtől légvonalban 14, közúton 16 km-re délkeletre, községközpontjától 3 km-re délre a dalmát Zagora területén, Cetina szurdokának keleti partja felett, a 60-as számú főút mentén fekszik.

## Története
A régészeti leletek tanúsága szerint területe már az ókorban is lakott volt, ezt bizonyítja a határában található illír várrom. A település első írásos említése a Poljicai statutumban 1482. február 14-én történt, amikor Duje Papalić poljicai gróf első ízben jegyzi fel Poljica határait. Bizonyos azonban, hogy a település ennél már sokkal korábban is létezett. A török a 16. század elején szállta meg ezt a területet és uralma közel kétszáz évig tartott. A Kamešnica környéki falvakat a velencei uralom első éveiben 1691 után telepítették be Boszniából és Hercegovinából érkezett keresztény lakossággal. Az 1699-es karlócai béke értelmében török kézen maradt. Az 1718-ban megkötött pozsareváci béke azonban az új határt már a Kamešnica-hegységnél húzta meg, így a település végleg felszabadult. 1709-ben az egyházlátogatás során Cupilli érsek feljegyzi, hogy a čaporiceiek új templom építésébe kezdtek. Az egyházi átszervezés során 1732-ben az újonnan alapított ugljanei plébánia része lett. A velencei uralomnak 1797-ben vége szakadt és osztrák csapatok vonultak be Dalmáciába. 1806-ban az osztrákokat legyőző franciák uralma alá került, de Napóleon lipcsei veresége után 1813-ban újra az osztrákoké lett. 1826-ban megalapították az önálló čaporicei plébániát, a plébániaházat 1860-ban építették. A településnek 1857-ben 395, 1910-ben 599 lakosa volt. 1918-ban az új szerb-horvát-szlovén állam, majd később Jugoszlávia része lett. A háború után a szocialista Jugoszláviához került. 1991 óta a független Horvátországhoz tartozik. Az 1990-es évek óta lakossága folyamatosan csökkent. 2011-ben a településnek 389 lakosa volt.

## Lakosság
| Lakosság változása | Lakosság változása | Lakosság változása | Lakosság változása | Lakosság változása | Lakosság változása | Lakosság változása | Lakosság változása | Lakosság változása | Lakosság változása | Lakosság változása | Lakosság változása | Lakosság változása | Lakosság változása | Lakosság változása | Lakosság változása |
| ------------------ | ------------------ | ------------------ | ------------------ | ------------------ | ------------------ | ------------------ | ------------------ | ------------------ | ------------------ | ------------------ | ------------------ | ------------------ | ------------------ | ------------------ | ------------------ |
| 1857               | 1869               | 1880               | 1890               | 1900               | 1910               | 1921               | 1931               | 1948               | 1953               | 1961               | 1971               | 1981               | 1991               | 2001               | 2011               |
| 395                | 475                | 483                | 585                | 677                | 599                | 646                | 731                | 613                | 708                | 655                | 638                | 628                | 819                | 421                | 389                |

## Nevezetességei
- Szent Rókus tiszteletére szentelt római katolikus plébániatemploma mai formájában 1924-ben épült a régi plébániatemplom helyén. A bejárat feletti tábla a régi templomról került át ide rajta az építés kezdetének (1728) és befejezésének (1733) dátumával. 1898-ban a cetinai régiót nagy földrengés rázta meg, melyben számos templom, köztük a čaporicei is megrongálódott. Az újjáépítési munkálatok Žiška plébános idejében fejeződtek be, aki maga is jelentősen hozzájárult a költségekhez, mely során a régi épületet megnagyobbították. A templom mai formájában latin kereszt alaprajzú, a kereszthajók metszéspontjában kupola borítja. A hosszanti hajó 15,50 méter, a kereszthajó 13 méter hosszú. A pengefalú harangtorony a homlokzat felett áll benne két haranggal, a bejárat felett rozetta látható. Később a homlokzat mellé három emelet magas, különálló harangtornyot építettek, a harangok szintjén dupla ívelt nyílásokkal, felül piramis záródással. A templomban eredetileg három oltár volt, de ma már csak a főoltár található, mivel 1972-ben a mellékoltárokat eltávolították. A falba épített talapzaton Szűz Mária és a Jézusról nevezett Szent Teréz szobrai láthatók. A templom egy régi fakeresztet őriz, mely a spliti Santa Maria de Taurello bencés kolostorból származik.
- A főút mellett áll a kis Szent Antal úti kápolna, melyet 1847-ben építettek faragott kövekből, de a főút építése során át kellett helyezni az út túloldalára. A csúcsíves ablak alatt a „Za zdravlje putnika” (Az utazók épségéért) felirat jelzi építésének célját. Egy Páduai Szent Antal-szobor található benne karján a kis Jézussal.

## Gazdaság
A falu belterületétől délre, a 60-as főút mellett található Trilj község 2009-ben kialakított 26,65 hektáros gazdasági övezete, mely ipari és kereskedelmi vállalkozásoknak nyújt befektetési lehetőségeket. 

## Oktatás
A településen a trilji alapiskola négyosztályos kihelyezett tagozata működik. 